# Apatzingán
Apatzingán de la Constitución – miasto w Meksyku, w stanie Michoacán. Liczy 101 400 mieszkańców (1 lipca 2014 roku).